# 臺車
臺車，係指以人力作為動力的輕便鐵道，盛行於20世紀初期的日本及其殖民地（臺灣、朝鮮等），以運輸貨物為目的。由於其營運成本低，興建速度快，在僻鄉的公路交通完備之前，也是當地的主要交通方式。

## 名稱
臺灣稱其為臺車、輕便車、手押臺車（「押」在日語是「推」的意思），官方則稱為軌道。在日本稱為人車軌道或人力鐵道，適用《軌道条例》的管轄。

## 概要

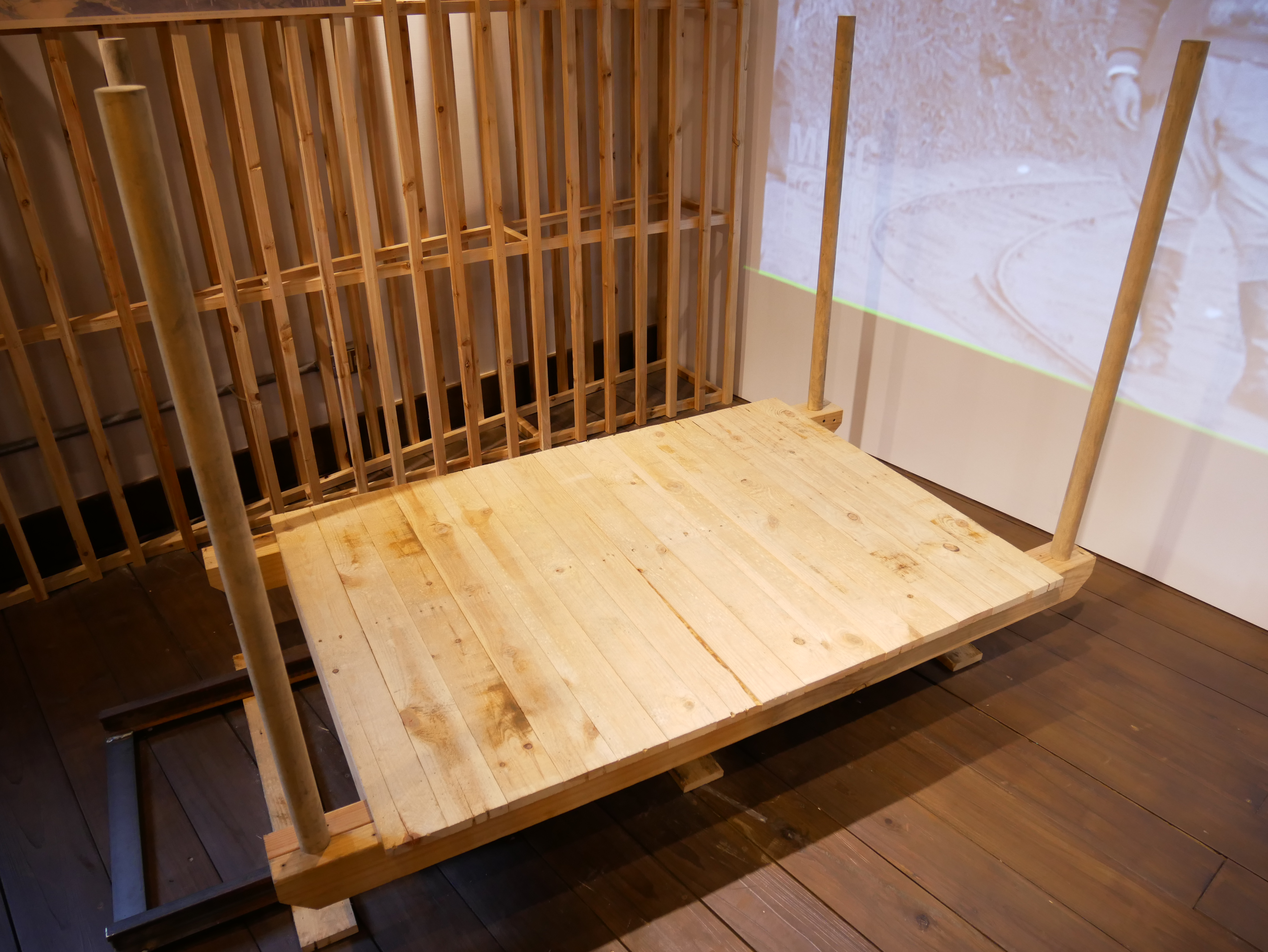
台車模型（三井物產株式會社舊倉庫展示）

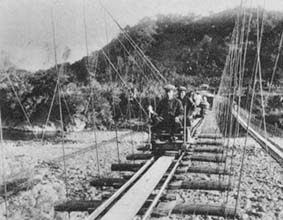
臺灣日治時期臺中州水里坑陳有蘭溪的吊橋及臺車

臺車的構造十分簡單，在既有道路之上舖設鐵軌後，承載帶有4個鋼輪的木質平臺，再利用其摩擦力小的原理使易於推動。通常木板四角各插一竹竿，稱為「車杙」（tshia-khi̍t），前兩根為乘客手扶，車伕則手握後兩根、藉以推車。講究一點的臺車則可能設有藤椅、遮陽棚等。
另一種臨時任務型的臺車，則依某種目的而興建，當目的達成後即拆除。例如臺灣縱貫鐵道興建時，即有臺車規格的「軍用速成線」，用以搬運物質及傳達消息。而縱貫鐵道最後一段三叉河（今三義）＝葫蘆墩（今豐原）完成前，也建有臺車應急人貨運輸需求。
除了用人力推動外，也有掛帆利用風力，或是撐篙以反作用力前進（有如陸上行舟）者。除此之外，也有可能更改動力方式，例如日本宮城縣木道社於1882年（明治15年）3月開始營業的「人車軌道」，當年年底就改為「馬車軌道」。而現今臺灣新北市烏來區著名的烏來臺車，也在1974年全面改為機械動力，並轉作觀光用途至今。
1920年後，由於公路發展，緩慢且簡陋的臺車事業逐漸走向沒落，多遭汽車客運取代。今日臺灣的許多客運公司，其前身都可追溯至日治時期的軌道會社。

### 行駛規則
臺車幾乎為單線鐵路，因此需要交會。一般而言其規則是輕車（載貨客較少者）禮讓重車（載貨客較多者），輕車上的乘客貨物需全部卸下，再推離軌道供重車通過。

## 車站
- 臺車車站，舊稱「發着所」。今日臺灣仍有若干地方，以此作為地名。例如東埔溫泉發着所，昔日有通往集集線車站的臺車。
- 桃園市大溪區舊百吉隧道，保留台車軌道。

## 相關
- 烏來台車